# Dacaotan Shuiku
Dacaotan Shuiku (kinesiska: 大草滩水库) är en reservoar i Kina. Den ligger i provinsen Gansu, i den nordvästra delen av landet, omkring 650 kilometer nordväst om provinshuvudstaden Lanzhou. Trakten runt Dacaotan Shuiku är ofruktbar med lite eller ingen växtlighet.
Genomsnittlig årsnederbörd är 196 millimeter. Den regnigaste månaden är juli, med i genomsnitt 68 mm nederbörd, och den torraste är mars, med 2 mm nederbörd.